# STS-51-C
STS-51-C fue la misión quince del programa STS, la número tres del transbordador Discovery y la cuarta misión en aterrizar en el Centro Espacial Kennedy. Fue la primera misión del Departamento de Defensa de los Estados Unidos y durante esta fue desplegado un satélite Magnum ELINT de inteligencia electrónica. La mayor parte de la información de los procedimientos durante el vuelo está clasificada.

## Tripulación
- T. Kenneth Mattingly, II (3) - Comandante
- Loren Shriver (1) - Piloto
- Ellison S. Onizuka (1) - Especialista de misión
- James Buchli (1) - Especialista de misión
- Gary Payton (1) - Especialista de carga

Entre paréntesis número de vuelos realizados incluido el STS-51-C. 

## Parámetros de la misión
- Masa:
  - Carga: Satélite Magnum ELINT ~ 3,000 kg
  - Cohete: ~ 18,000 kg
- Perigeo: 332 km
- Apogeo: 341 km
- Inclinación: 28.4°
- Periodo orbital: 91.3 min